# Tôn Xuân Lan
Tôn Xuân Lan (tiếng Trung: 孙春兰, sinh tháng 5 năm 1950) là một nữ chính khách Cộng hòa Nhân dân Trung Hoa. Bà hiện đang giữ chức vụ Ủy viên Bộ Chính trị Đảng Cộng sản Trung Quốc, Phó Thủ tướng, nguyên Trưởng ban Mặt trận Thống nhất Trung ương Đảng Cộng sản Trung Quốc. Từ năm 2009 đến 2014, Tôn giữ hai chức vụ quan trọng tại hai khu vực, trước tiên là Bí thư Tỉnh ủy Phúc Kiến, sau đó là Bí thư Thành ủy Thành phố Thiên Tân, một trong bốn thành phố trực thuộc trung ương Trung Quốc. Nhiệm kỳ của bà tại Phúc Kiến đã khiến bà trở thành người phụ nữ thứ hai lãnh đạo cấp tỉnh kể từ khi thành lập nước Cộng hòa Nhân dân Trung Hoa năm 1949 (người đầu tiên là Vạn Thiệu Phân).
Trước khi làm Bí thư thành ủy Thiên Tân, bà đã từng làm bí thư đảng ủy của thành phố biển Đại Liên và là Bí thư thứ nhất của Liên đoàn Lao động Trung Quốc.

## Tiểu sử
Tôn Xuân Lan sinh năm 1950 tại tỉnh Hà Bắc, tốt nghiệp Học viện Công nghiệp An Sơn của tỉnh Liêu Ninh. Bà gia nhập Đảng Cộng sản Trung Quốc (CPC) năm 1973 và từng bước thăng tiến nhanh chóng. Giai đoạn từ năm 1980 đến 1990, bà giữ chức Chủ nhiệm Liên đoàn Phụ nữ tỉnh Liêu Ninh rồi Liên đoàn Lao động tỉnh Liêu Ninh.
Năm 2001, bà thay ông Bạc Hy Lai, làm Thị trưởng thành phố Đại Liên. 4 năm sau, bà được điều về Trung ương giữ chức Phó Chủ tịch Tổng Liên đoàn Lao động. Từ tháng 12 năm 2009, bà giữ chức Bí thư Tỉnh ủy Phúc Kiến, trở thành nữ Bí thư Tỉnh ủy duy nhất ở Trung Quốc thời điểm đó. Ngày 21 tháng 11 năm 2012, Tôn Xuân Lan được bổ nhiệm làm Bí thư Thành ủy Thiên Tân thay người tiền nhiệm Trương Cao Lệ, trở thành Phó Thủ tướng.
Tháng 12 năm 2014, Ban Chấp hành Trung ương Đảng Cộng sản Trung Quốc CPC đã quyết định bổ nhiệm Tôn Xuân Lan làm Trưởng ban Mặt trận Thống nhất Trung ương CPC thay ông Lệnh Kế Hoạch - từng là phụ tá thân cận của cựu Chủ tịch Hồ Cẩm Đào và đang bị điều tra vì "vi phạm kỷ luật nghiêm trọng" - cụm từ ám chỉ cáo buộc tham nhũng.
Tôn Xuân Lan là Ủy viên Dự khuyết Ủy ban Trung ương Đảng Cộng sản Trung Quốc khóa 15 và 16 và là Ủy viên chính thức Ban Chấp hành Trung ương Đảng Cộng sản Trung Quốc khóa 17, 18 và 19.